# Кальник (Мукачівський район)
Кальни́к — село в Україні, у Закарпатській області, Мукачівському районі.

## Історія

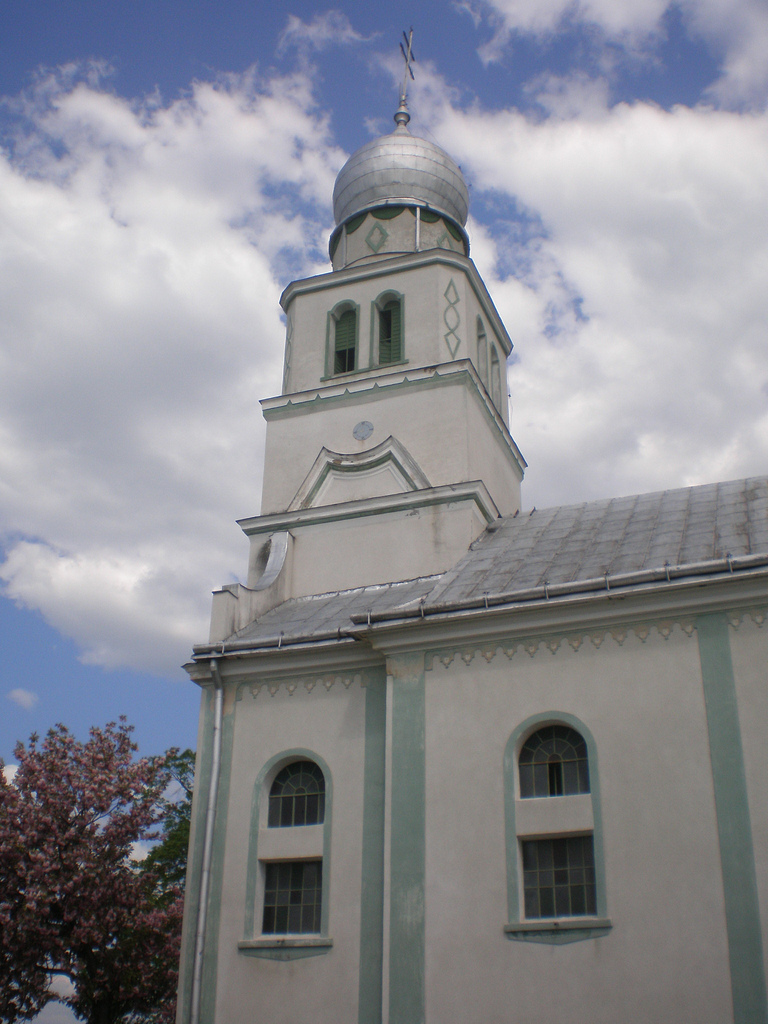
Церква

У 1557 році згадується вперше як Kalnyig.
На гребні, що тягнеться біля села, у кінці ХІХ століття засвідчено курганну групу. В 1879 році на схилі одного пагорба знайдено золоту римську монету імператора Константина.
Церква Різдва пр. Богородиці. 1929.
У 1778 р. згоріла дерев'яна церква. Наприкінці 1788 р. на тому ж місці розпочато будівництво кам'яної церкви, яке йшло дуже повільно, і в 1798 р. церква ще не була готова. Внутрішнього оздоблення не було ніякого, бо все згоріло дощенту в старій церкві. Священиком тоді був Іван Леґеза. Ця церква стала третьою мурованою церквою Березького комітату. Іконостас до неї вирізьбив відомий тодішній різьбяр Мартин Духнович (Духновський).
Теперішню розкішну муровану церкву збудували на кошти, виручені від продажу сільського лісу і землі та зібрані вірниками (по далеких і близьких місцевостях гроші збирали Михайло Шкоба, Микола Куліш, Петро Петруньо, Маркулин) стараннями о. Стефана Гойдича та кураторів Василя Мазюти, Івана Федаки.
У 1927 р. розібрали стару церкву і почали будувати нову (основний камінь, за спогадом учасниці торжества Марії Колци, посвятили ще навесні 1925 p.), а на свято Різдва Богородиці в 1929 р. єпископ Петро Гебей посвятив готовий храм. Виготовив проект та керував роботою талановитий архітектор Михайло Білак з Підгорода, а зразком послужила його ж церква в Новому Давидкові. Запам'ятався також майстер Йосип Вайс, який одружився в селі.
Мурували церкву шваби з Мукачева. Андрій Бежинець з Кучави та ще один місцевий майстер вкрили дахи бляхою. Іконостас роботи І. Павлишинця передав із закритого домбоцького православного монастиря о. Іван Карбованець, а сам І. Павлишинець доробив іконостас, припасувавши його до значно більшої церкви. Стінопис виконав мукачівський художник Мешко з сім'єю вже за радянського часу, за що отримав 17 тисяч карбованців. У храмі зберігають живопис Й. Бокшая. Великий дзвін забрали в війну.
У селі було кілька римо-католиків, які мали свою дерев'яну дзвіницю, але вони з часом асимілювалися і передали два дзвони до греко-католицької церкви.
У Кальнику народився Петро Ґебей (1864—1931) — один із провідних ієрархів Мукачівської греко-католицької єпархії та її єпископ з 1924 до 1931 р.

## Населення
Згідно з переписом УРСР 1989 року чисельність наявного населення села становила 981 особа, з яких 433 чоловіки та 548 жінок.
За переписом населення України 2001 року в селі мешкало 840 осіб.

### Мова
Розподіл населення за рідною мовою за даними перепису 2001 року:
| Мова       | Відсоток |
| ---------- | -------- |
| українська | 99,31 %  |
| російська  | 0,46 %   |
| білоруська | 0,11 %   |

## Відомі люди
- Петро Гебей
- Туряниця Степан Михайлович — український радянський діяч та дипломат.
- Федака Павло Михайлович
- Кальник (Мукачівський район) — греко-католицький священик.

## Туристичні місця
- На гребні, що тягнеться біля села, у кінці ХІХ століття засвідчено курганну групу.
- В 1879 році на схилі одного пагорба знайдено золоту римську монету імператора Константина. 